# La spia perfetta
La spia perfetta è un romanzo di spionaggio di John le Carré, pubblicato nel 1986.
Si tratta di un'opera che si discosta un po' dagli standard dell'autore, costruita intorno ai flashback che ci raccontano la vita di un padre e di un figlio, il loro rapporto, le loro diversità.
Il romanzo raccoglie stralci della stessa vita dell'autore, come il periodo di studi a Berna e la passione per la letteratura tedesca del protagonista. È considerato uno dei romanzi più maturi di Carré.

## Trama
Al centro delle vicende è un personaggio nuovo, Magnus Pym: appunto "la spia perfetta", l'agente che si muove, si nasconde e vive completamente nell'ombra. 
Pym vive a Vienna con la seconda moglie Mary e un figlio, Tom, che studia in un collegio dell'Inghilterra. La sua esistenza si svolge tranquilla, tra ricevimenti di diplomatici e rapporti sui contatti avuti. Fino a quando il padre di Pym, Richard T. Pym, muore. Inizia allora un viaggio retrospettivo attraverso le vite del padre e del figlio, che porterà i servizi segreti dell'occidente a dare la caccia a Magnus, la spia perfetta.

## Edizioni
- La spia perfetta, traduzione di Marco e Dida Paggi, Collana Omnibus, Milano, Mondadori, ottobre 1986,  p. 568, ISBN 978-88-04-52633-9.
- La spia perfetta, Collana Oscar bestsellers, Milano, Mondadori, 1990, ISBN 978-88-04-50013-1.